# Physoconops abruptus
Physoconops abruptus är en tvåvingeart som först beskrevs av Krober 1915.  Physoconops abruptus ingår i släktet Physoconops och familjen stekelflugor. Inga underarter finns listade i Catalogue of Life.